# Veronica's 80's Hotline
Veronica's 80's Hotline was een Nederlands radioprogramma, uitgezonden door Radio Veronica.
Onder de noemer your wish is our command draait deejay Erwin Peters elke zaterdag- en zondagochtend tussen 9 en 12 uur op verzoek van luisteraars hits uit de jaren 80. Luisteraars kunnen telefonisch, per mail of per sms een verzoeknummer indienen. Veronica's 80's Hotline is sinds het najaar van 2006 op Radio Veronica te horen. Vanaf dat moment presenteerde Colin Banks het programma elk weekend tussen 13 en 16 uur.
Banks stopte met het programma in het voorjaar van 2008, omdat hij de ochtendshow Ook Goeiemorgen ging presenteren, samen met Jan Paparazzi. Vincent de Lijser en Patrick Kicken namen hierdoor de presentatie van Veronica's 80's Hotline over. Per september 2009 verhuisde het programma naar de late zaterdag- en zondagochtend en werd Erwin Peters de nieuwe presentator.